# Christian Bayer (Schauspieler)
Christian Bayer (* 24. August 1977 in Gotha) ist ein deutscher Schauspieler.

## Leben
Christian Bayer wurde 1977 in Gotha geboren und besuchte von 1984 bis 1994 dort die Polytechnische Oberschule (POS) „Ernst Thälmann“ bis zur 10. Klasse. Von 2000 bis 2004 absolvierte er in Berlin die Schauspielschule Charlottenburg. Nach dieser Zeit wurde er überwiegend am Theater tätig, spielte bis 2007 am Thalia Theater (Halle). Es folgten Engagements in Hannover, Leipzig, Zürich, Hamburg und Jena. Ab 2017 war er Ensemble-Mitglied am Theater Oberhausen, ab 2024 am Deutschen Nationaltheater Weimar. 2022 spielte er als „Simon Fischer“ eine Hauptrolle im Tatort: Das kalte Haus.

## Filmografie (Auswahl)
- 2009: Liebe Mauer
- 2013: Krimi.de (Fernsehserie, Folge: Einer von uns)
- 2022: Tatort: Das kalte Haus
- 2024: SOKO Köln (Fernsehserie, Folge: Tödlicher Steinwurf)

## Hörspiele (Auswahl)
- 2006: Pauline Clarke: Die Zeit – Kinderedition: Die zwölf vom Dachboden (Soldat) – Regie: Bernhard Jugel (Hörspielbearbeitung, Kinderhörspiel – MDR)